# 1972 год в авиации
Список событий в авиации в 1972 году.

## События
- 10 мая — первый полёт американского штурмовика А-10.
- 27 июля — первый полёт истребителя McDonnell Douglas F-15 Eagle.
- 18 августа — открыт Музей истории и Трудовой славы Ухтомского вертолётного завода имени Н.И. Камова.
- 22 августа — первый полёт ударно-разведывательного бомбардировщика-ракетоносца ОКБ Сухого Т-4.
- 4 сентября — первый полёт экспериментального летательного аппарата, вертикально-взлетающей амфибии ВВА-14, конструкции Роберта Бартини (лётчики Куприянов и Кузнецов).
- 28 октября — первый полёт широкофюзеляжного пассажирского самолёта Airbus A300.
- 17 ноября — первый полёт истребителя МиГ-27.
- 9 декабря — первый полёт первого аргентинского БПЛА собственной разработки ФМА IA X 59 «Дроннер».

### Авиакатастрофы
29 января - произошла авиакатастрофа DC-9-32 авиакомпании JAT над немецким селом Хинтерхермсдорф. В результате выяснилось, что самолёт был взорван хорватскими           террористами.
Основная статья:Катастрофа DC-9 над Хинтерхермсдорфом
- 16 мая - произошла авиакатастрофа в городе Светлогорск самолет военной авиации Ан-24 рухнул на детский сад

Основная статья:катастрофа Ан-24 в Светлогорске
- 18 мая — произошла катастрофа самолёта Ан-10А авиакомпании Аэрофлот, совершавшего рейс Внуково — Харьков. После проведённого расследования и установления причин авиакатастрофы было принято решение о приостановке эксплуатации Ан-10 и Ан-10А.

Основная статья: Катастрофа Ан-10 под Харьковом
- 14 августа — катастрофа Ил-62 в Кёнигс-Вустерхаузене (ГДР)
- 13 октября:
  - Катастрофа Ил-62 под Москвой (1972)
  - Катастрофа FH-227 в Андах

### Без точной даты
- Третий широкофюзеляжный пассажирский реактивный авиалайнер в мире Lockheed L-1011 TriStar поступил в эксплуатацию.
- Советский авиаконструктор Николай Камов стал лауреатом Государственной премии СССР и получил звание Героя Социалистического Труда.
- Перебазирован 71 испытательный полигон, обеспечивавший авиационную сторону испытаний ядерного оружия в СССР. Он был переведён с авиабазы Багерово, с которой отработал все воздушные испытания СССР, на авиабазу Оленья[1]

## Персоны

### Скончались
- 4 января — Иван Дмитриевич Бабанов, гвардии лейтенант, Герой Советского Союза.
- 2 июля — Павел Яковлевич Головачёв, советский лётчик-ас, участник Великой Отечественной войны.
- 26 октября — Сикорский, Игорь Иванович, русский и американский авиаконструктор, учёный, изобретатель, философ. Создатель «Русского витязя» и «Ильи Муромца».
- 23 декабря — Андрей Николаевич Туполев — советский авиаконструктор, академик АН СССР, генерал-полковник-инженер (1968), трижды Герой Социалистического Труда (1945, 1957, 1972), Герой Труда РСФСР (1926). Под его руководством спроектировано свыше ста типов самолётов, 70 из которых строились серийно. На его самолётах установлено 78 мировых рекордов, выполнено около 30 выдающихся перелётов.

#### Без точной даты
- Чижевский, Владимир Антонович, советский авиаконструктор, лауреат Сталинской премии (1949). Участвовал в создании многих самолётов марки Ту. Государственная премия СССР (1949).